# Делян Димитров
Делян Дончев Димитров с прякор Дидо е двукратен световен шампион по фрийрън, каскадьор и треньор по спортна гимнастика, а същото така и се занимава с нов за България спорт Street Workout, отделно практикува и брейк.

## Биография
Роден е на 17 септември 1991 г. в София.
Делян Димитров – Дидо става за първи път шампион през 2008 г. на световното първенство по паркур в Хамбург. През 2009 година става победител по фрийрън на международното състезание Art of motion, организирано от Ред Бул в Хелсингбори, Швеция.
Прекратява активната си кариера, поради няколко контузии и операции. Занимава се с тренировки и уроци в залата по спортна гимнастика „Герена“ в София.